# Premio Biblioteca Breve
Der Premio Biblioteca Breve de Novela ist ein Literaturpreis für Romane in spanischer Sprache, der seit 1958 jährlich vom Verlag Seix Barral verliehen wird. Zwischen 1973 und 1998 wurde der Preis wegen interner Schwierigkeiten im Verlag, aber auch wegen Problemen mit der Zensur nicht mehr verliehen; seit 1999 wurde die Vergabe wieder aufgenommen. Der Preis war 2021 mit 30.000 Euro dotiert.
| Jahr | Titel                              | Autor                        |
| ---- | ---------------------------------- | ---------------------------- |
| 1958 | Las afueras                        | Luis Goytisolo               |
| 1959 | Nuevas amistades                   | Juan García Hortelano        |
| 1961 | Dos días de septiembre             | José Manuel Caballero Bonald |
| 1962 | Die Stadt und die Hunde            | Mario Vargas Llosa           |
| 1963 | Los albañiles                      | Vicente Leñero Otero         |
| 1964 | Tres tristes tigres                | Guillermo Cabrera Infante    |
| 1965 | Últimas tardes con Teresa          | Juan Marsé                   |
| 1967 | Cambio de piel                     | Carlos Fuentes               |
| 1968 | País portátil                      | Adriano González León        |
| 1969 | Una meditación                     | Juan Benet                   |
| 1971 | Sonámbulo del sol                  | Nivaria Tejera               |
| 1972 | La circuncisión del señor solo     | J. Leyva                     |
| 1999 | En busca de Klingsor               | Jorge Volpi                  |
| 2000 | Los impacientes                    | Gonzalo Garcés               |
| 2001 | Velódromo de Invierno              | Juana Salabert               |
| 2002 | Satanás                            | Mario Mendoza                |
| 2003 | Los príncipes nubios               | Juan Bonilla                 |
| 2004 | La burla del tiempo                | Mauricio Electorat           |
| 2005 | Una palabra tuya                   | Elvira Lindo                 |
| 2006 | La segunda mujer                   | Luisa Castro                 |
| 2007 | El séptimo velo                    | Juan Manuel de Prada         |
| 2008 | El infinito en la palma de la mano | Gioconda Belli               |
| 2009 | Corazón de napalm                  | Clara Usón                   |
| 2010 | El oficinista                      | Guillermo Saccomanno         |
| 2011 | Leonora                            | Elena Poniatowska            |
| 2012 | El jardín colgante                 | Javier Calvo Perales         |
| 2013 | Música de cámara                   | Rosa Regàs                   |
| 2014 | Ávidas pretensiones                | Fernando Aramburu            |
| 2015 | La isla del padre                  | Fernando Marías Amondo       |
| 2016 | El Sistema                         | Ricardo Menéndez Salmón      |
| 2017 | A cielo abierto                    | Antonio Iturbe               |
| 2018 | Trilogía de la guerra              | Agustín Fernández Mallo      |
| 2019 | Días sin ti                        | Elvira Sastre                |
| 2020 | Noche y océano                     | Raquel Taranilla             |
| 2021 | Trigo limpio                       | Juan Manuel Gil              |
| 2022 | Lugar seguro                       | Isaac Rosa                   |
| 2023 | La educación física                | Rosario Villajos             |
| 2024 | Elogio de las manos                | Jesús Carrasco               |